# Dietrich Budäus
Dietrich Budäus (* 21. Juni 1942 in Berlin) ist ein emeritierter deutscher Professor für Betriebswirtschaftslehre und Public Management.

## Werdegang
Dietrich Budäus studierte Betriebswirtschaftslehre, Soziologie und Politikwissenschaften an der Universität Hamburg und graduierte dort 1969 zum Diplom-Kaufmann. Von 1970 bis 1978 war er wissenschaftlicher Assistent am Seminar für „Planung und Organisation in der öffentlichen Verwaltung“ der Universität Hamburg. 1974 schloss er seine Promotion zum Thema „Entscheidungsprozess und Mitbestimmung“ ab. 1982 habilitierte er zum Thema „Betriebswirtschaftliche Instrumente zur Entlastung kommunaler Haushalte“.
Dietrich Budäus war von 1978 bis 1982 an der Universität Bremen, von 1982 bis 1986 an der Hochschule für Wirtschaft und Politik in Hamburg, von 1986 bis 1989 an der Universität Wien, von 1989 bis 1993 wiederum in Hamburg an der Universität Hamburg,  1994 an der Deutschen Hochschule für Verwaltungswissenschaften Speyer und von 1993 bis 2007 an der Hamburger Universität für Wirtschaft und Politik als Professor für Betriebswirtschaftslehre und Public Management tätig. Im Jahr 2007 wurde er emeritiert. Dietrich Budäus ist verheiratet und hat zwei Kinder.

## Auszeichnungen
Im April 2006 verlieh ihm die Johannes Kepler Universität Linz die Würde eines Ehrendoktors der Sozial- und Wirtschaftswissenschaften.